# Прво убиство (филм из 1972)
„Прво убиство” је југословенски кратки ТВ филм из 1972. године. Режирао га је Милош Радивојевић а сценарио су написали Милош Радивојевић и Светозар Влајковић.

## Улоге
| Глумац          | Улога |
| --------------- | ----- |
| Милена Дравић   |       |
| Бранимир Замоло |       |